# ریچارد کارتر (بازیگر)
ریچارد کارتر (به انگلیسی: Richard Carter) (زادهٔ ۱۱ دسامبر ۱۹۵۳) بازیگر استرالیایی است.
از فیلم‌های معروف او می‌توان به بازی در فیلم مکس دیوانه: جاده خشم اشاره کرد.